# ジャララバード州
座標: 北緯41度15分 東経72度15分 / 北緯41.250度 東経72.250度
ジャララバード州 (キルギス語: Жалалабат областы、ジャララバートとも表記) はキルギスの州である。州都はジャララバード。ジャララバード州は北から時計回りにタラス州、チュイ州、ナルイン州、オシ州、ウズベキスタンに囲まれている。ジャララバード州は1939年11月21日に設立された。1959年1月27日、一旦はオシ州の一部となって消滅したものの、1990年12月14日に再び設置された。ジャララバード州は8つの地区からなり、5つの市、8つの町、415の村で構成されている。

## 地理
ジャララバード州の全面積は約33647km2であり、これはキルギスの全面積の16.9%に当たる。ジャララバード州はキルギスの中西部にある。
州の南端はフェルガナ盆地に属し、残りの部分は山岳地帯である。ビシュケクとオシを結ぶ南北の高速道路M41はジャララバード州の中心部を通過する。また、他にも州の西端から南部へと続き、北東へと方向を変えてチャトカル渓谷からタラス州のキジル・アディルへと通じる道もある。もうひとつの道路 (冬季は閉鎖される。また、フェルガナ盆地からカザルマンまでジープが必要) は東へと伸び、カザルマンやナルインに通じている。
キルギスの電力の重要な供給源となっているトクトグル水力発電所はジャララバード州にあり、キルギス及び周辺諸国に電気と水を提供している。

## 環境
ジャララバード州には複数の湖、くるみの採れる森がある。とくにアルスランボブと呼ばれるくるみの森は自然からの採取量としては世界最大であり、ジャララバードから北に40kmの地点にある。ジャララバード州は生態学的な資源が豊富である。州内にある厳重保護地域 (IUCN Iaカテゴリ) はサリ・チェレク自然保護区、ベシュ・アラル国家自然保護区、パディシャタ国家自然保護区に指定されている。またトグズ・トロ地区にはサイマルー・タシュ国立自然公園がある。天然記念物 (IUCNカテゴリIII) には以下のものが含まれる。テゲレクの滝はカラ・ウンクル川から流れ落ちる滝であり、ソゴン・タシュ洞窟はアカシ地区のカラ・ジガチュ岩と呼ばれる赤色砂岩で構成されている。その他の保護地区としては以下のものがある。
- 森林保護区 (クルコル森林保護区, メスケン・サイ森林保護区, ダシュマン森林保護区, バトラハン森林保護区, ウズン・アクマト森林保護区)
- 植物保護区 (チャナチュ植物保護区, コシュ・テキル植物保護区, チャトカル植物保護区, リャザン・サイ植物保護区, ジェルティーベス植物保護区)
- 野生生物保護区 (トグズ・トロ野生生物保護区, チュイチュカン野生生物保護区, サンダラーシュ野生生物保護区)

## 経済

### 基礎社会経済指標
- 雇用人口: 390,700 (2008) [2]
- 非雇用人口: 18,707 (2008)[3]
- 輸出額: 0.871億ドル (2008)[4]
- 輸入額: 1.115億ドル (2008) [4]
- 外国人による投資額 (2008): 0.168ドル[5]

### 経済

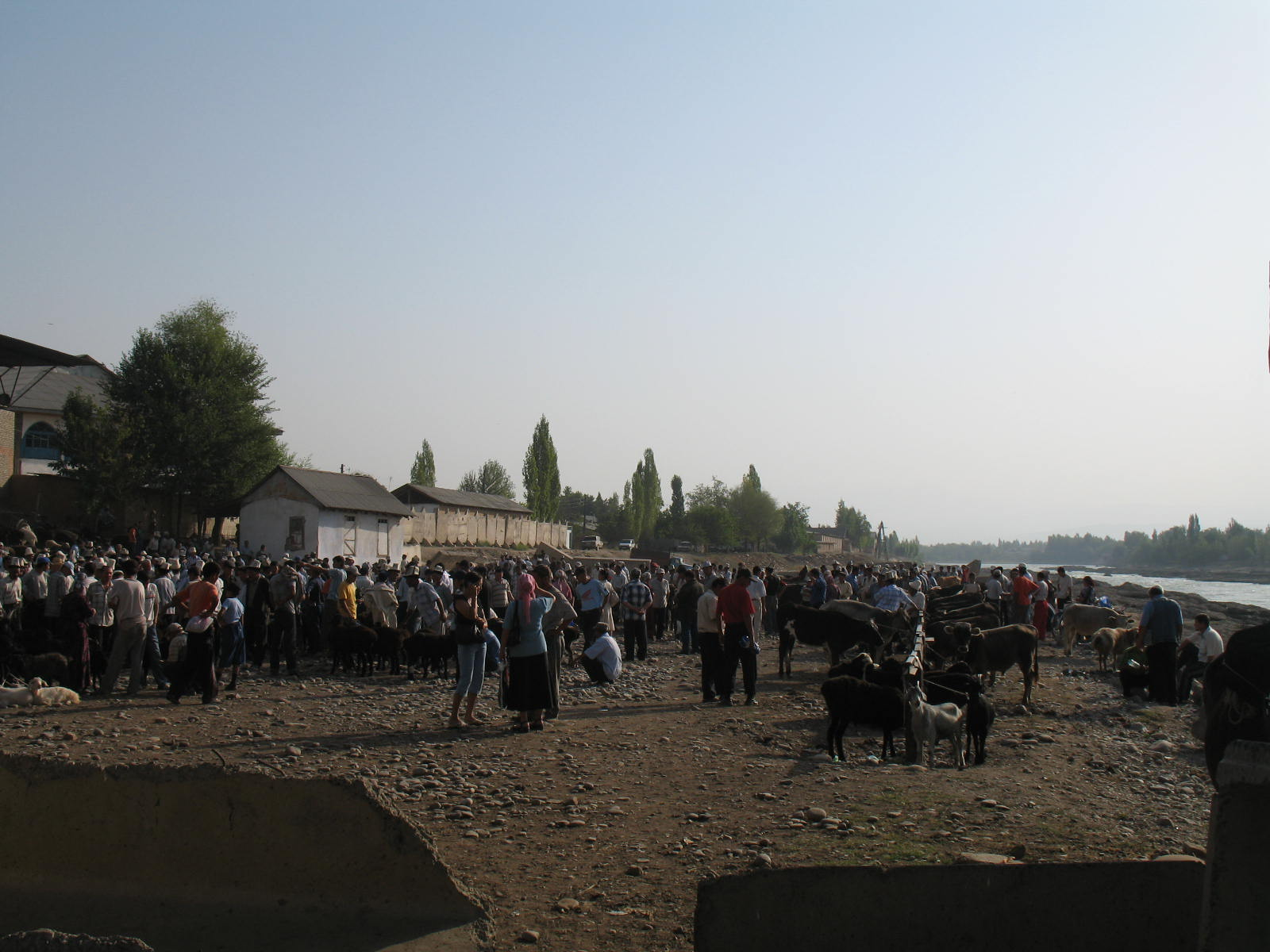
キジル・ジャルの家畜市場、ジャララバード州

コムギ、果物、野菜、トウモロコシ、ナッツ、タバコ、綿花などがジャララバード州の主な産業である。ジャララバード州には他に織物工場や水力発電所もある。鉱物、天然ガス、金属、石油の採掘も行われており、特にコチコル・アタで盛んである。コチコル・アタには小規模ながら石油コンビナートがある。ソビエト連邦時代から操業していた鉱物、天然ガス、石炭、金属、石油の工場はその多くが操業を停止している。
最も景観が良いとされるサリ・チェレク自然保護区にはサリ・チェレク湖があり、果樹が豊富に育ち雪に覆われた峰を見ることができる。
ソビエト連邦時代に設置された保養所のいくつかでは、様々な慢性疾患の患者のためにミネラルウォーター療法が行われている。
数多くの企業が、国内外で瓶詰めされたミネラルウォーターを流通させている。
フェルガナ盆地に含まれる州南端部分を除けば、ジャララバード州は山岳地帯に属する。
ジャララバード州はトレッキングなどのレジャーに関しては大いなる可能性を持つものの、アルスランボブを除けばそのインフラが整備されているとはいえず、観光客の数は伸びているとはいえない。政府がサポートする生物多様性保全プログラムや地球環境ファシリティ (GEF) は天然資源の保護と観光の促進という役割を果たしている。

## ジャララバード州の地方行政区画
ジャララバード州の地方行政区画は8つの地区に分かれている。
| 地区                   | 行政府             | 位置 |
| ---------------------- | ------------------ | ---- |
| スザク地区             | スザク             | 南1  |
| バザール・コルゴン地区 | バザール・コルゴン | 南2  |
| ヌーケン地区           | マッシ             | 南3  |
| アカシ地区             | ケルベン           | 南4  |
| アラ・ブカ地区         | アラ・ブカ         | 南5  |
| チャトカル地区         | カニシュ・キヤ     | 西   |
| トクトグル地区         | トクトグル         | 北   |
| トグズ・トロ地区       | カザルマン         | 東   |

## 人口統計
2009年時点において、ジャララバード州は7つの市、7つの町、3つの郡、420の村から構成されている。2009年の人口統計によると、ジャララバード州の人口は930,630人 (現在人口) ～1,009,889人 (法定人口)となっている。

### 民族構成
2009年の人口統計によると、ジャララバード州の民族構成は以下のようになっている。
| 民族               | 人口    | 人口比 |
| ------------------ | ------- | ------ |
| キルギス人         | 725,321 | 71.8%  |
| ウズベク人         | 250,748 | 24.8%  |
| ロシア人           | 9,120   | 0.9%   |
| トルコ人           | 5,842   | 0.6%   |
| タジク人           | 5,642   | 0.5%   |
| タタール人         | 3,694   | 0.4%   |
| ウイグル人         | 3,271   | 0.3%   |
| クルド人           | 1,902   | 0.2%   |
| アゼルバイジャン人 | 5,642   | 0.1%   |
| ウクライナ人       | 789     | 0.1%   |
| カザフ人           | 3,694   | 0.4%   |
| その他             | 329     | 0.1%   |